# لخبة جنوبية
اللخبة الجنوبية (الاسم العلمي:Livistona australis) هي نوع من النباتات تتبع جنس اللخب من الفصيلة الفوفلية.

## معرض صور

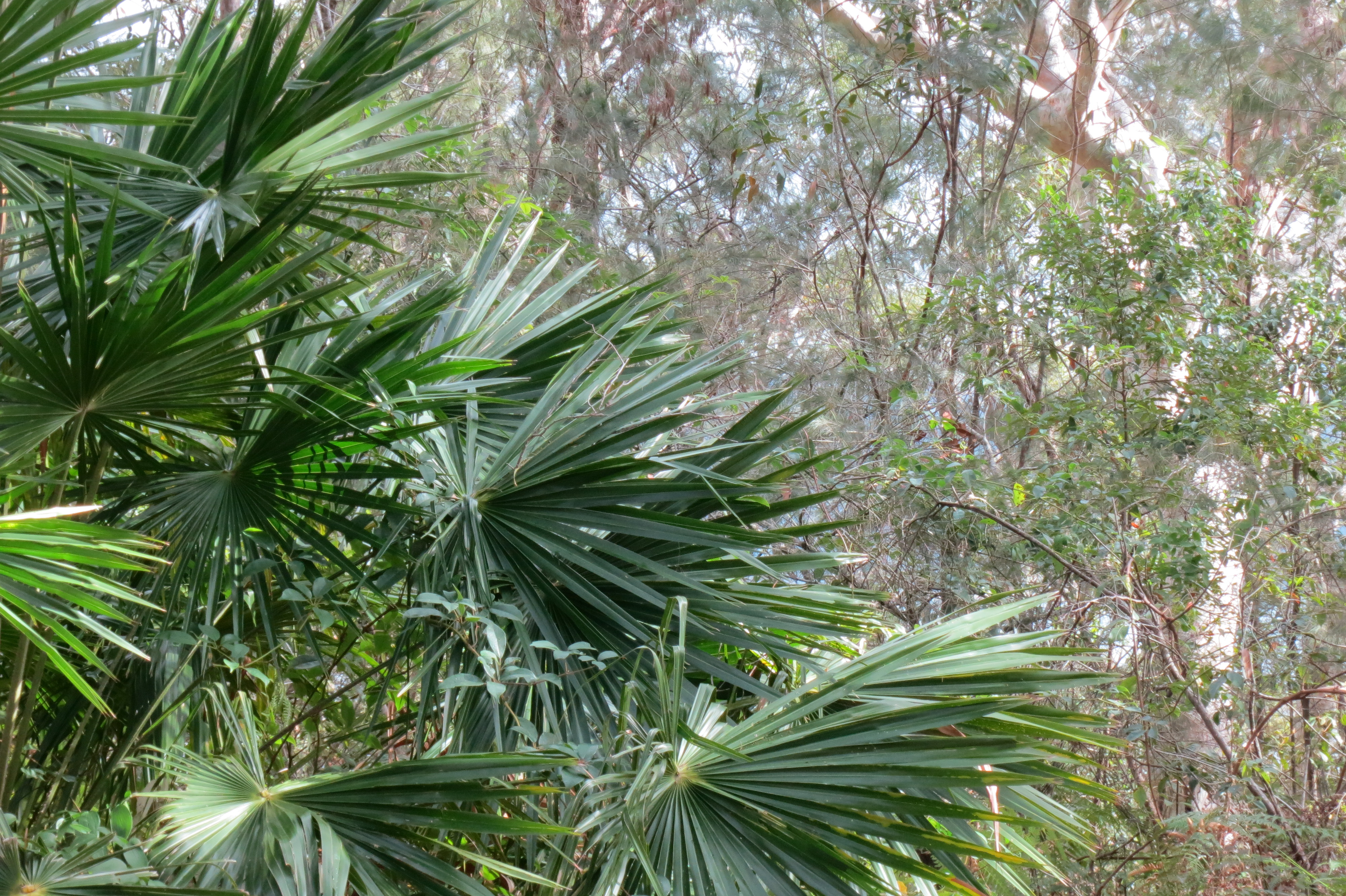
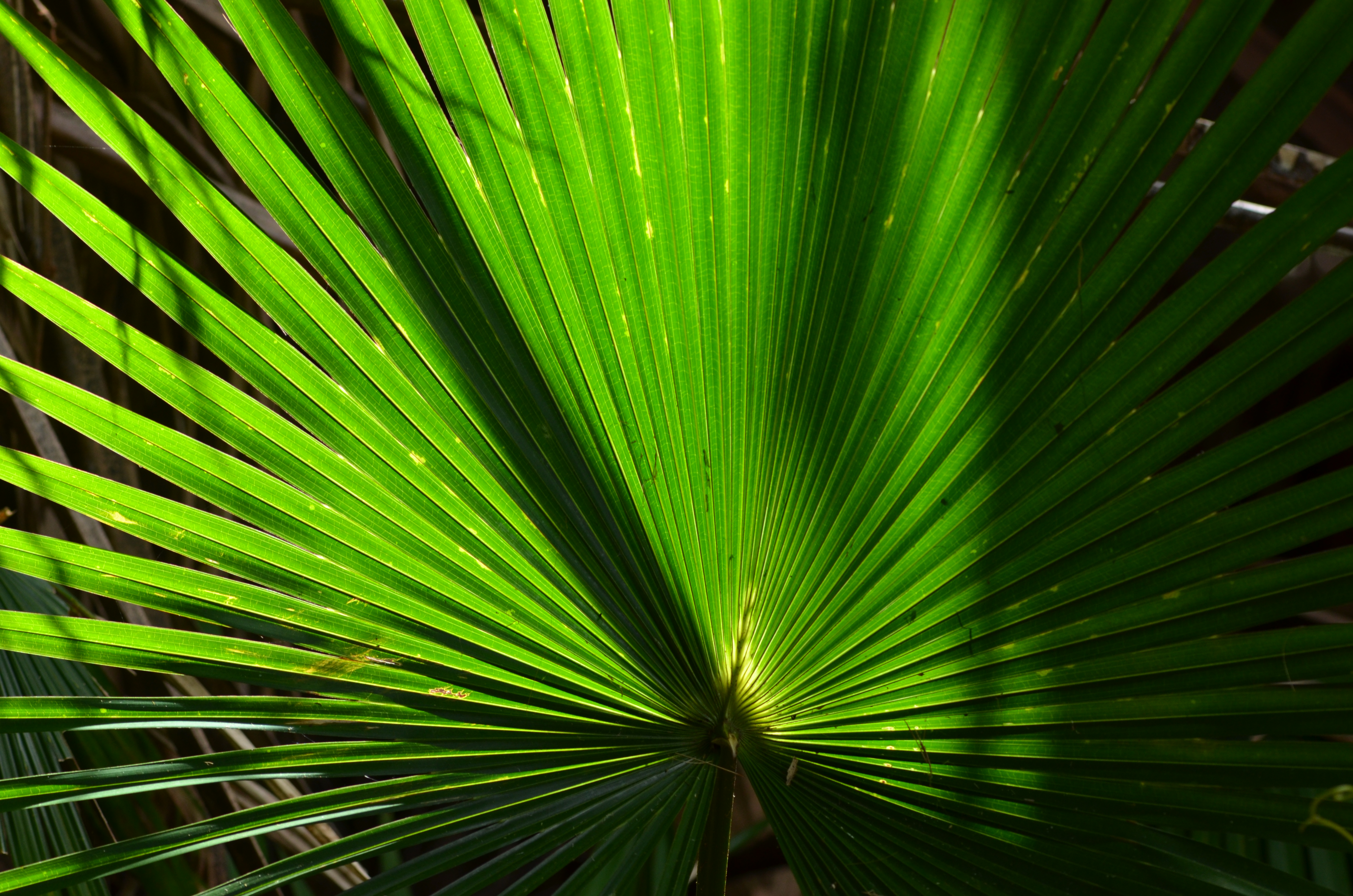
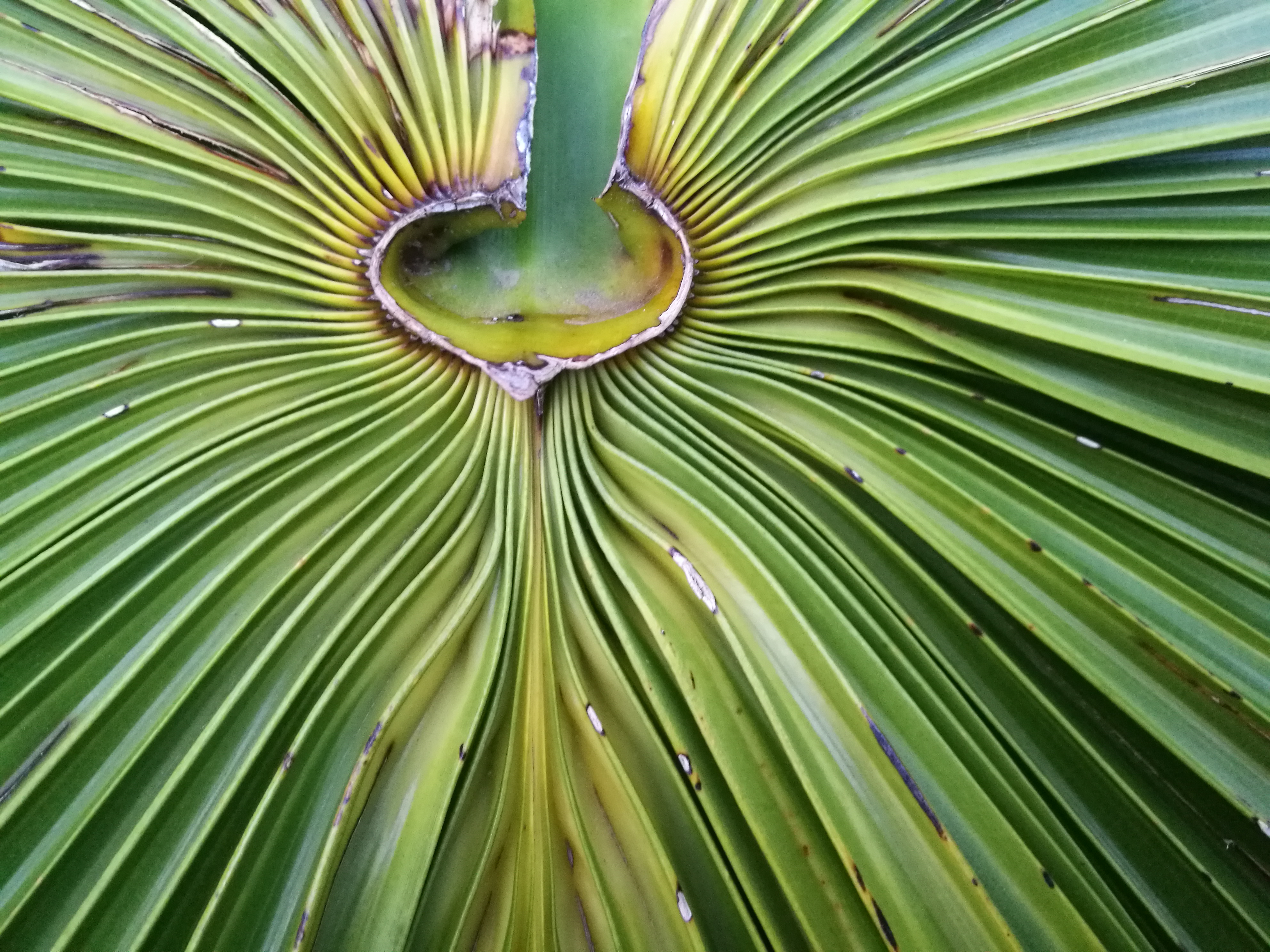
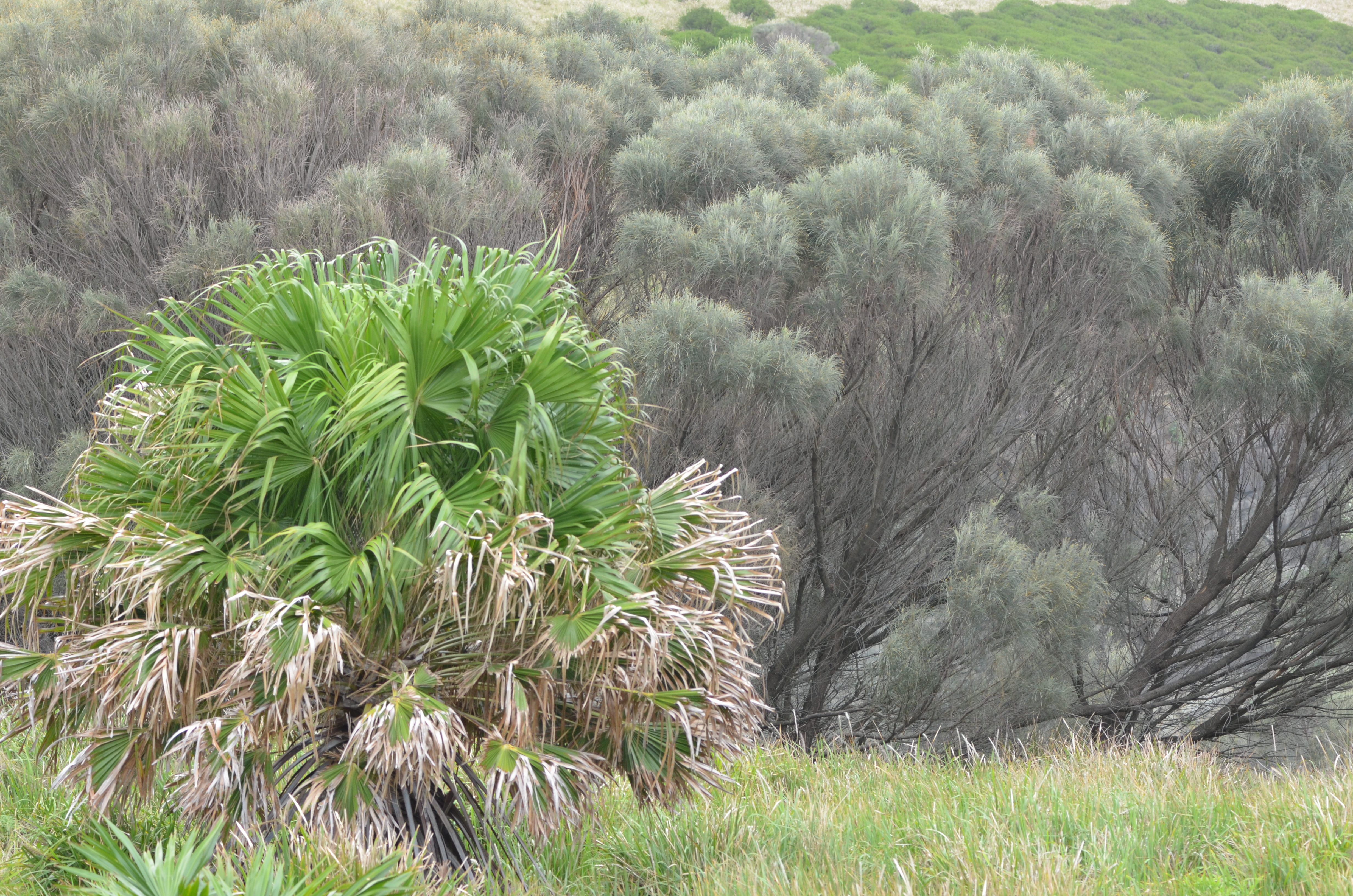
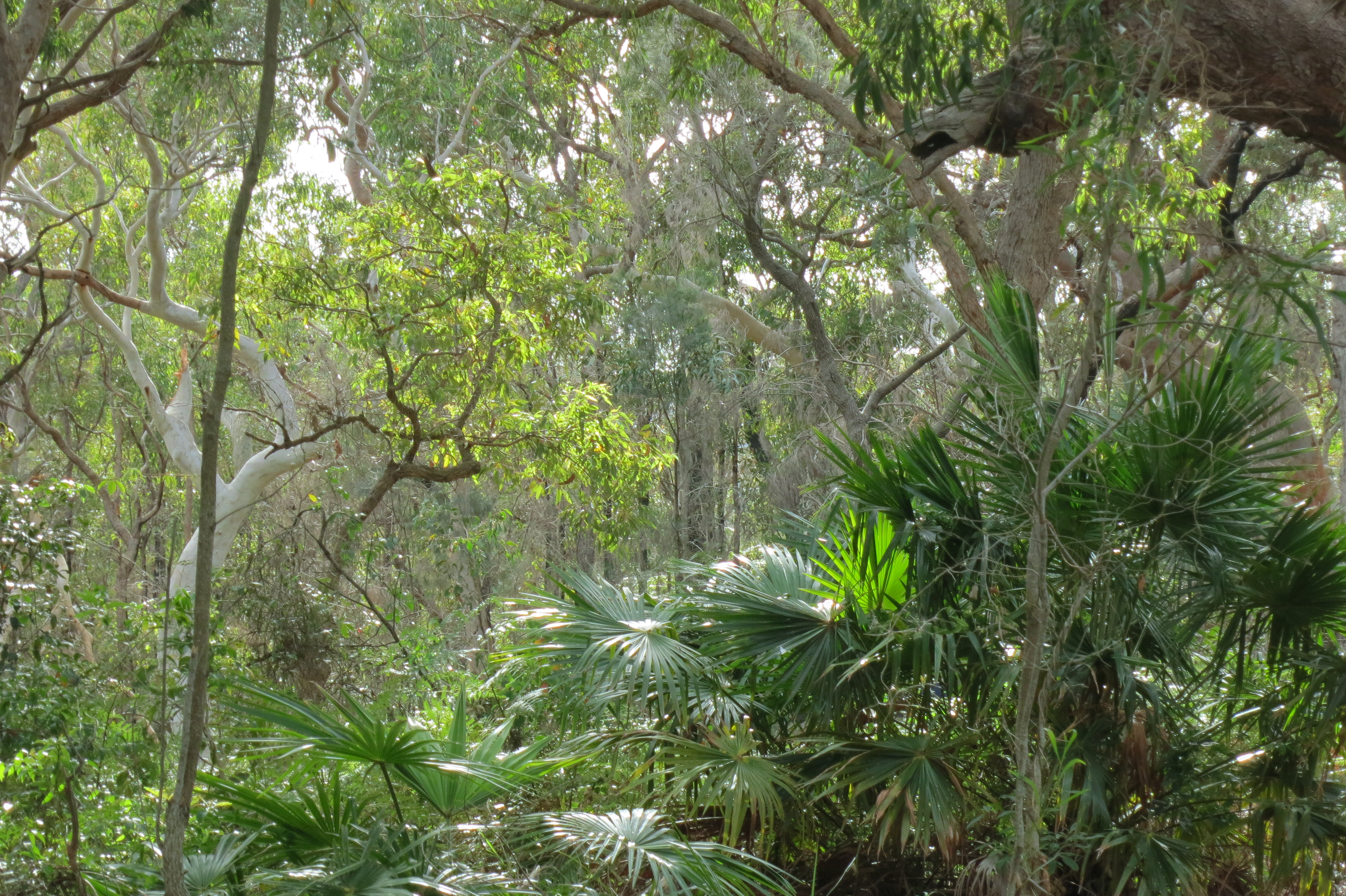